# Green Light (film)
Green Light is een Amerikaanse dramafilm uit 1937 onder regie van Frank Borzage. Destijds werd de film in Nederland uitgebracht onder de titel Groen licht.

## Verhaal
Een vermaard chirurg begaat een medische fout, waardoor een patiënte komt te sterven. Zijn assistent Newell Paige neemt de schuld op zich. De assistent neemt ontslag en hij maakt kennis met de dochter van de overleden patiënte. Zij weet niet wie hij is en ze wordt verliefd op hem. Paige geeft zich ook op als proefkonijn voor medische experimenten.

## Rolverdeling
| Acteur             | Personage        |
| ------------------ | ---------------- |
| Errol Flynn        | Dr. Newell Paige |
| Anita Louise       | Phyllis Dexter   |
| Margaret Lindsay   | Frances Ogilvie  |
| Cedric Hardwicke   | Deken Harcourt   |
| Walter Abel        | John Stafford    |
| Henry O'Neill      | Dr. Endicott     |
| Spring Byington    | Mevrouw Dexter   |
| Erin O'Brien-Moore | Pat Arlen        |
| Henry Kolker       | Dr. Lane         |
| Pierre Watkin      | Dr. Booth        |
| Granville Bates    | Sheriff          |
| Russell Simpson    | Herder           |
| Myrtle Stedman     | Verpleegster     |